# Jordi Casassas i Ymbert
Jordi Casassas i Ymbert (Barcelona, 1948) és un historiador i catedràtic català. Va ser president de l'Ateneu Barcelonès. des de l'abril de 2014 fins al març de 2021.
Doctorat en història contemporània el 1977 amb la tesi Jaume Bofill (1878-1933). L'adscripció social i l'evolució política, ocupa la càtedra de la mateixa matèria a la Universitat de Barcelona des de 1990. Considerat un intel·lectual d'ideologia catalanista, va ser codirector del Diccionari d'historiografia catalana i de la «Biblioteca dels Clàssics del Nacionalisme Català». Per la seva obra El temps de la nació. Estudis sobre el problema polític de les identitats va rebre el Premi Ramon Trias Fargas 2004. També és autor, entre altres obres, de La voluntat i la quimera. El noucentisme català entre la renaixença i el marxisme (2017), La nació dels catalans: el difícil procés històric de la nacionalització de Catalunya (2014), Les identitats a la Catalunya contemporània i La fàbrica de les idees. Política i cultura a la Catalunya del segle XX (2009), El futur del catalanisme (1997), Intel·lectuals, professionals i polítics a la Catalunya contemporània (1850-1920) (1989) i La dictadura de Primo de Rivera (1923-1930) (1983).
És també director de la revista Cercles. Revista d'Història Cultural; és portaveu del Grup d'Estudis d'Història Cultural i dels Intel·lectuals (GEHCI) vinculat a la Universitat de Barcelona des de 1989. Forma part, com a membre numerari, de l'Institut d'Estudis Catalans.
Com a soci de l'Ateneu Barcelonès havia estat vocal entre els anys 1987-1991; el 2014 va ser elegit president de la institució sobre la qual té escrits dos llibres: Història de l'Ateneu Barcelonès. Dels orígens als nostres dies (1986) i Ateneu i Barcelona. Un segle i mig d'acció cultural (2006). El seu nomenament rellevà Francesc Cabana, dins d'una candidatura que va ser qualificada com a «sobiranista», enfront de l'encapçalada per l'economista Josep Maria Carreras. El març del 2017 revalidà la presidència en unes eleccions on també hi competien Bernat Dedéu i Genís Roca.